# Ісламське товариство Афганістану
«Ісламське товариство Афганістану» — ІТА, «Хезб-є Джаміат-є Ісламі» — одна з найбільших та найвпливовіших партій в республіці Афганістан з 1960 до 2000-их років. З новою назвою — «Ісламське товариство Афганістану», партія ІТА почала політичну діяльність з 1973 року.
Колишня назва партії — «Джаванан-є мусульман» — (мусульманська молодь) використовувалась на початку 1960-их років — за часів керівництва партією відомого в Кабулі «професора Богослов'я» — Гулама Мухаммеда Ніязі.
1973 року Бурхануддин Раббані — професор теології того ж університету, став її новим лідером. Партію було перейменовано на «ІТА».
«ІТА» — поряд з іншою крупною та не менш впливовою партією — «Ісламською партією Афганістану» — «ІПА», Гульбеддіна Хекматіара за часів Афганської війни 1979–1989 років була на позиціях лідера у військово-політичному союзі — «Пешаварська сімка».
Була головною збройною силою в боротьбі афганських моджахедів з урядом Бабрака Кармаля, пізніше Наджибулли — 1979–1992 роки.
Під час Афганської війни 1979–1989 років ІТА була найчисленнішою із членів Пешаварської сімки.
Фінансувалась спецслужбами США, низки європейських та азійських країн. Поряд з іншими ісламськими партіями, представленими в «Альянсі семи» отримувала кошти ЦРУ в межах спецоперації «Циклон».
Значний вплив партія ІТА мала серед більшості не пуштунської частини населення — таджиків, узбеків, хазарейців, чараймаків, памірців, туркменів та інших нечисленних народів Афганістану.
ІТА мала переважну більшість у провінціях — Бадахшан, Тахар, Баміан, Балх, Фарьяб, Джаузджан, Бадгіз, Герат, Кабул, Парван, Панджшер, Капіса тощо, частково — у провінціях Кундуз, Баглан, Газні, Фарах, Дайкунді й інших, де поділяла прихильність населення з ІПА.
На президентських виборах 2004 року більша частина ІТА підтримала кандидатуру Хаміда Карзая на пост першого віце-президента; разом з Карзаєм балотувався зять Бурхануддіна Раббані та брат Ахмад Шах Масуда Ахмад Зія Масуд.
Одразу після Боннської конференції в партії стався розкіл. Прибічники Ахмад Шах Масуда вийшли з ІТА й уже 2002 року створили нову партію під назвою «Національний рух Афганістану» (НРА) — («Нахзат-є меллі-є Афганістан»).

## Лідер ІТА
Бурхануддін Раббані (1940–2011) — президент Афганістану з 1992 до 2001 року був незмінним лідером партії. Реально не мав президентських повноважень після взяття Кабула талібами у 1996 році, однак визнавався міжнародним співтовариством як легітимний президент Афганістану.